# Le Vernet (Górna Loara)
Vernet – miejscowość i gmina we Francji, w regionie Owernia-Rodan-Alpy, w departamencie Górna Loara.
Według danych na rok 1990 gminę zamieszkiwały 52 osoby, a gęstość zaludnienia wynosiła 14 osób/km² (wśród 1310 gmin Owernii Vernet plasuje się na 780. miejscu pod względem liczby ludności, natomiast pod względem powierzchni na miejscu 1023.).